# Sławęcice Górowskie
Sławęcice Górowskie – nieczynny kolejowy przystanek osobowy w Sławęcicach, w województwie dolnośląskim, w Polsce. W przeszłości stacja kolejowa.